# Ru Zhijuan
Ru Zhijuan (chinesisch 茹志鹃, * 13. September 1925 in Shanghai, Provinz Zhejiang; † 7. Oktober 1998 ebenda) war eine chinesische Schriftstellerin.

## Leben
Ru Zhijuan wuchs in ärmlichen Verhältnissen auf. Nach einem nur kurzen Schulbesuch wurde sie in Shanghai Mitglied einer Kulturgruppe der chinesischen Volksbefreiungsarmee. Nach 1949 arbeitete sie dann als Lehrerin bei der Eisenbahn und in einem Bergwerk als Propagandistin. Im Jahr 1955 wurde sie aus der Armee entlassen und wirkte dann als Redakteurin in einer Literaturzeitschrift. Ab Mitte der 1950er Jahre betätigte sie sich auch selbst als Schriftstellerin. Sie verfasste zahlreiche Erzählungen. 
Ihre Tochter Wang Anyi (* 1954) ist ebenfalls als Schriftstellerin tätig.

## Werke (Auswahl)
- Baihehua, Erzählung, 1958 (deutsch: Lilien, 1961)
- Liming qian de gushi, Erzählung, 1957
- Jingjing de chanyuan, Erzählung, 1962 (deutsch: Das Entbindungsheim, 1963)
- Caoyuan shang de xiaolu, Erzählung, 1979